# Cessna 441 Conquest II
Dimensions
Le Cessna 441 Conquest II est le premier avion à turbopropulseur conçu par Cessna. Il était destiné à occuper le segment commercial entre leurs jets et leurs avions à moteur à pistons. Son développement a débuté en novembre 1974, avec le premier avion livré en septembre 1977. Il s'agit d'un dérivé du Cessna 404 Titan à moteurs à pistons et pressurisé.

## Historique

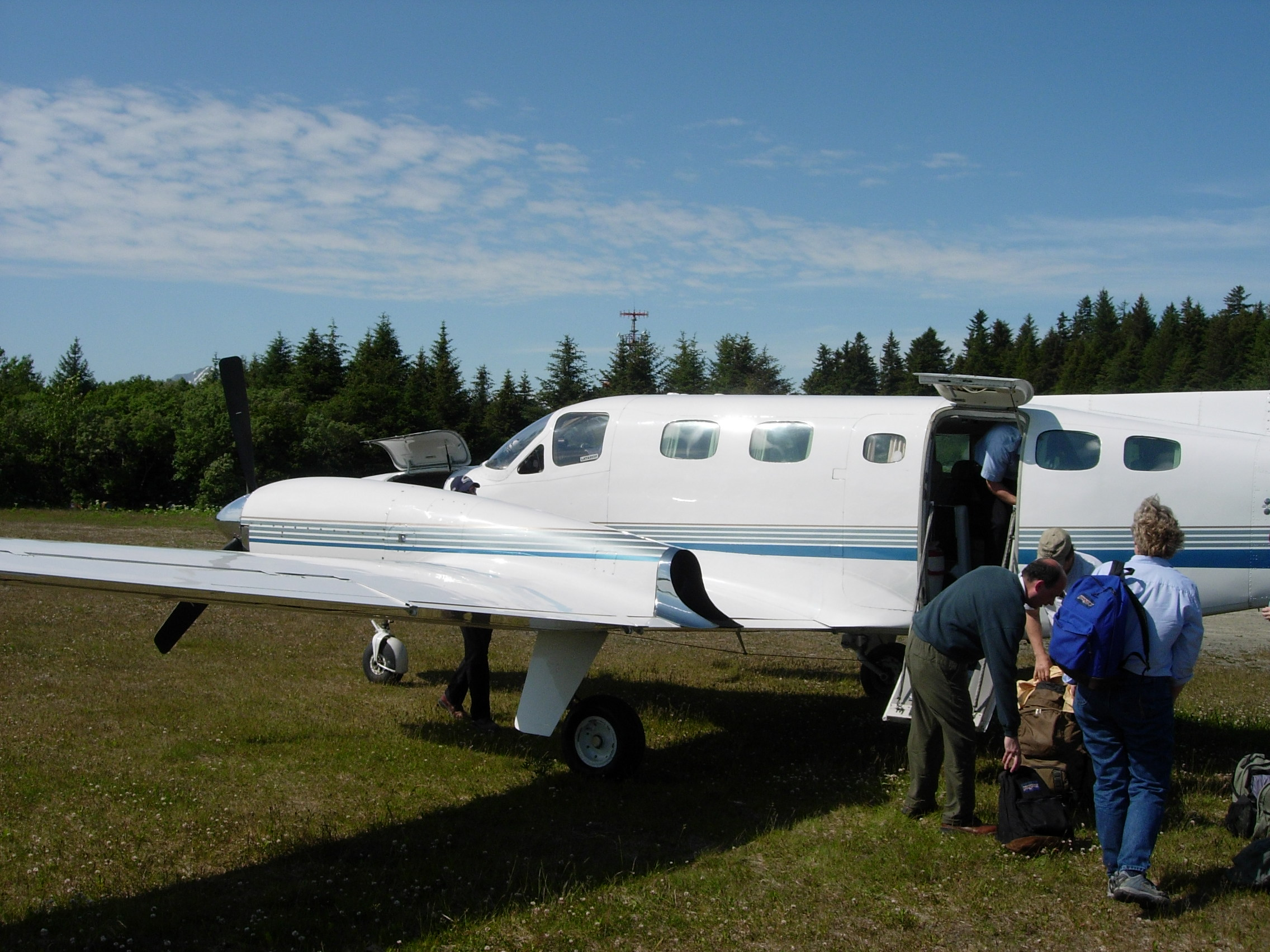
Embarquement sur herbe

En 1972, le projet initial de cet avion était connu sous le nom de modèle 435 et devait être propulsé par deux moteurs à pistons turbocompressés Continental GTSIO-520X (en) et des hélices tripales.
En 1975, le design a évolué pour devenir le modèle 441 à turbopropulseur.
Il a été certifié par la FAA le 19 août 1977. Cessna l'a renommé "Conquest II" en 1983.
Les exemplaires à partir de 1984 (dont le numéro de série constructeur commençait par 195) utilisaient des hélices McCauley à quadripales, plus légères.
Un modèle 441 avec des turbopropulseurs Pratt & Whitney Canada PT6A-112 a volé en 1986, mais n'est pas entré en production. Un avion plus petit a été commercialisé sous le nom de Cessna 425 Conquest I (en), lui-même un développement à turbine du Cessna 421.
En septembre 2007, Cessna a limité le Conquest II à 22 500 heures de vol pour le transport aérien aux États-Unis (simple préconisation pour les opérateurs privés). Cessna en a construit 362 exemplaires de 1977 à 1986.

## Conception

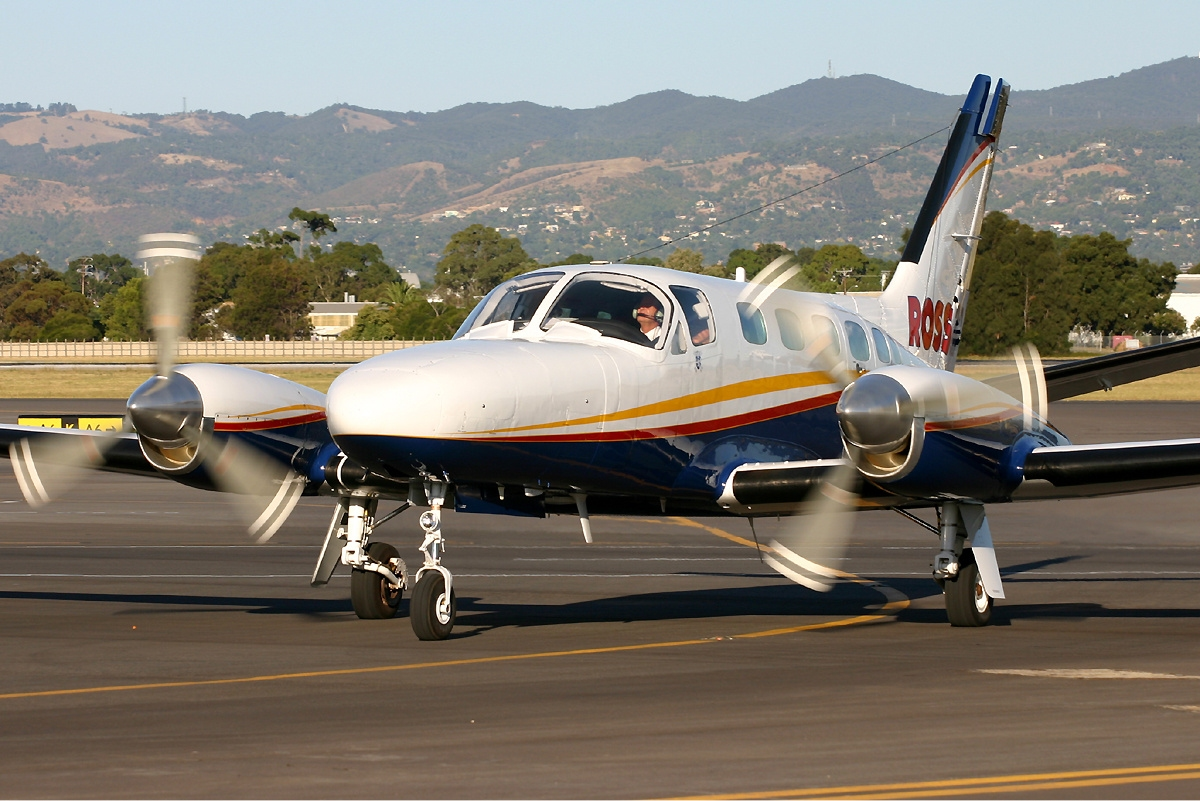
Hélices tripales d'origine

Le Cessna 441 croise à 316 kt TAS (585 km/h) et consomme 220 kg de kérosène par heure au FL290 (≈8800m), alors que l'autonomie maximale est de 2 000 NM (3 700 km) à 260 kt TAS (480 km/h) et consomme 140 kg/h au FL350 (≈10600m).
Aménagé pour six à neuf passagers, ses 2 900 kg de BOW (masse à vide en ordre d'exploitation) permettent un emport de 136 kg charge utile supplémentaire avec le plein de carburant. Mais moyennant une modification après-vente, la MTOW (masse maximale au décollage) peut encore être augmentée de 220 kg.
La plupart des Cessna 441 a été rétrofitée (pour un coût de 225 000 $ par moteur) avec des moteurs Garrett TPE331-10S en remplacement des Garrett TPE331-8S d'origine, pour de meilleures performances de montée, un plafond relevé du FL330 (≈10000m) au FL350 (≈10600m) et un MTBO (temps moyen entre révisions) relevé de 3 000 à 5 000 h
La conversion des hélices tripales standard en hélices quadripales Hartzell de plus petit diamètre se traduit par un taux de montée amélioré de 200 ft/min (1,01 m/s), une augmentation de la vitesse de croisière de 5 kt (9.3 km/h), la réduction du bruit dans la cabine et l'amélioration de la garde au sol.
L'avion a un train d'atterrissage tricycle escamotable et a une course au décollage de 544 m.
Les ailes à fort allongement (9,6:1) utilisent une technologie de construction collée.
L'indicatif OACI du Cessna Conquest utilisé dans les plans de vol est C441.

## Exploitation

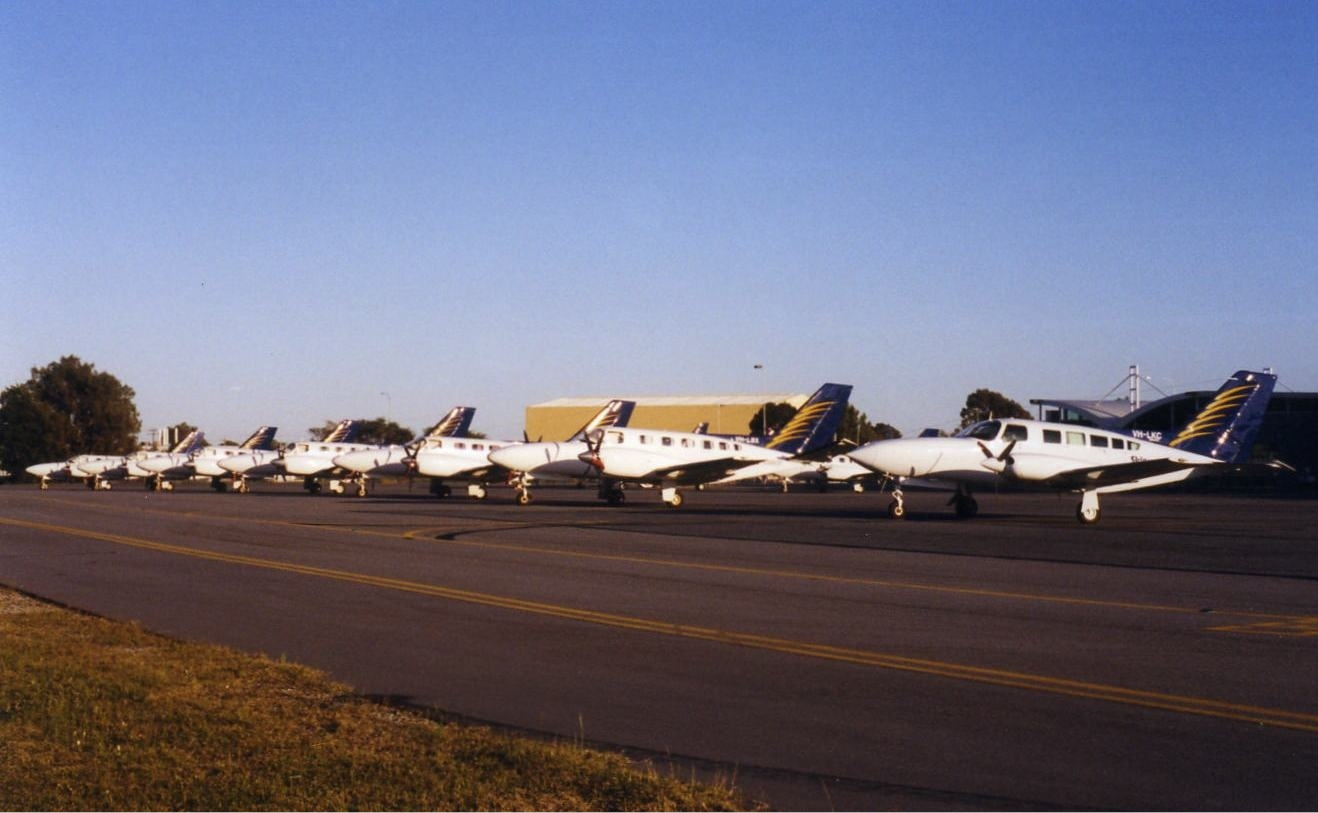
Une rangée de Cessna 441 de Skippers Aviation à Perth, Australie

Le Conquest II est exploité par des chefs d'entreprise, des opérateurs de charters aériens et auparavant par le Royal Flying Doctor Service en Australie. Des exemples de ce type ont été exportés vers de nombreux pays, dont l'Autriche, l'Australie, le Canada, l'Équateur, la Finlande, l'Allemagne, l'Islande, le Mexique, la Norvège, le Pérou, l'Afrique du Sud, la Suède et le Royaume-Uni.
En mai 2019, 290 Cessna 441 étaient toujours en service, pour une valeur unitaire de 0,75 à 0,9 millions de dollars, contre 1 à 1,9 million de dollars en 2011.

### Avions comparables (rôle, configuration et époque)
- Le King Air B200 a une cabine plus spacieuse mais 200 NM (370 km) de distance franchissable en moins, une croisière plus lente et une consommation de carburant plus élevée.
- Le Mitsubishi MU-2 B-60 a une consommation de carburant et une vitesse similaires, mais un plafond plus bas.
- Le Piper Cheyenne III est rapide mais a une efficacité énergétique inférieure et 250 NM (460 km) de distance franchissable en moins.
- Le Piper Cheyenne 400 a une vitesse en croisière supérieure de 45 kt (83 km/h) mais consomme autant de carburant qu'un jet léger[8].